# Coldworker
Coldworker ist eine schwedische Deathgrind-Band aus Örebro, die im Jahr 2006 gegründet wurde.

## Geschichte
Die Band wurde im Januar 2006 von Nasum-Schlagzeuger Anders Jakobson gegründet, etwa ein Jahr nachdem sich seine Band aufgelöst hatte. Nachdem er auf seinem Blog auf der Nasum-Homepage die Gründung seiner neuen Band verkündet hatte, kam Gitarrist Anders Bertilsson zur Besetzung, dem kurz darauf Bassist Oskar Pålsson folgte. Am 2. Februar fand die erste gemeinsame Probe statt. Danach setzte die Band das Schreiben von neuen Liedern fort und probte verstärkt in den Folgewochen. Im März 2006 kam André Alvinzi (Carnal Grief) als zweiter Gitarrist zur Band. Im April wurde der Name der Band bekannt gegeben, bevor gegen Ende des Monats Joel Fornbrant als Sänger zur Band kam. Ursprünglich sollte Gitarrist Anders Bertilsson auch den Gesang übernehmen. Im Juni folgte der erste Live-Auftritt zusammen mit Gadget und Radioskugga. Danach begannen die Arbeiten zum Debütalbum The Contaminated Void. Die Aufnahmen fanden innerhalb von drei Wochen statt und wurden später von Dan Swanö und Peter In De Betou abgemischt. Zudem unterschrieb die Band einen Vertrag bei Relapse Records. Im August und September folgten die nächsten beiden Auftritte. Im November folgte die Veröffentlichung The Contaminated Void. Nach der Veröffentlichung hielt die Band zehn weitere Auftritte ab, wobei sie in Schweden und Dänemark spielte und dabei zusammen mit Arch Enemy und Path of No Return auftrat. Im Dezember hielt die Band die letzten beiden Auftritte des Jahres in Schweden ab. Im Januar 2007 wurde André Alvinzi durch Daniel Schröder ersetzt. Ein Auftritt auf der Finnish Metal Expo in Helsinki schloss sich im Folgemonat an. Im Juni 2007 folgte eine zweiwöchige Europatournee zusammen mit Misery Index und Dew-Scented. Nach der Tour begannen die Arbeiten zum zweiten Album. Die Aufnahmen hierfür fanden von Dezember 2007 bis Januar 2008 statt, wobei die Aufnahmen an vier verschiedenen Plätzen stattfanden: Die Schlagzeugspuren wurden in den Soundlab Studios aufgenommen, die E-Gitarre wurde im Haus von Johan Berglund, Bassist bei This Haven aufgenommen, der Bass im Haus von Jakobson und der Gesang in den Coldworker Studios. Abgemischt und gemastert wurde das Album von Dan Swanö im Unisound Studio. Zwölf der 15 Lieder wurden auf dem Album veröffentlicht. Eine Coverversion von Sepulturas Necromancer war auf der japanischen Version als Bonuslied enthalten. Im Mai 2008 erschien das Album Rotting Paradise weltweit.
Nach einigen Auftritten nahm die Band im Oktober 2008 in den Coldworker Studios zwei Coverversionen für ein Tribute-Album auf: Den mörka tiden, im Original von Nasum, und Crematorium, ursprünglich von Repulsion. Im Januar 2009 trat die Band für The Black Dahlia Murder auf ihrer Tour durch Skandinavien auf. Vom April bis Oktober nahm die Band neue Lieder auf, wobei diese von Johan Berglund abgemischt wurden. Das Tribute-Album Tribute to Repulsion erschien im Juli. Im August folgte eine Split-Veröffentlichung mit Deathbound. Die Lieder hierzu stammten noch von den Aufnahmen zu Rotting Paradise. Im Oktober ging die Band zusammen mit Remasculate auf eine kleine Tour durch Schweden, wobei bei einem Auftritt auch Gadget vertreten war. Im November erschien das Tribute-Album Tribute to Nasum. Das Folgejahr verbrachte die Band neben mehreren Konzertauftritten mit dem Schreiben neuer Lieder. Die Aufnahmen zum neuen Album begannen im Dezember 2010 in den Soundlab Studios, wobei in diesen die Aufnahmen für das Schlagzeug stattfanden. In den beiden Folgemonaten wurden die verbleibenden Instrumente in den Ülgnor Studios unter der Leitung von Johan Berglund aufgenommen. Der Gesang wurde in den Coldworker Studios aufgezeichnet. Abgemischt und gemastert wurde das Album erneut von Dan Swanö im Unisound Studio. Das Album erhielt den Namen The Doomsayer's Call. Da sich im Frühling 2011 Relapse Records gegen die Veröffentlichung des Albums entschied, unterschrieb die Band im August einen Vertrag bei Listenable Records, bei dem das Album im Februar 2012 erschien.

## Stil
Die Band spielt eine Mischung aus Death Metal und Grindcore, wobei die Musik teilweise mit der von Misery Index vergleichbar ist, Coldworker jedoch technisch anspruchsvoller sind.

## Diskografie
- 2006: The Contaminated Void (Album, Relapse Records)
- 2007: Pig Destroyer / Coldworker / Antigama (Split mit Pig Destroyer und Antigama, Relapse Records)
- 2008: Rotting Paradise (Album, Relapse Records)
- 2009: Coldworker / Deathbound (Split mit Deathbound, Power It Up)
- 2012: The Doomsayer's Call (Album, Listenable Records)